# Дирутенийторий
Дирутенийторий — бинарное неорганическое соединение, интерметаллид
тория и рутения
с формулой ThRu2,
кристаллы.

## Получение
- Сплавление стехиометрических количеств чистых веществ:

{\displaystyle {\mathsf {Th+2Ru\ {\xrightarrow {1400^{o}C}}\ ThRu_{2}}}}

## Физические свойства
Дирутенийторий образует кристаллы
кубической сингонии, пространственная группа F d3m, параметры ячейки a = 0,7654 нм, Z = 8,
структура типа димедьмагния MgCu2 (фаза Лавеса)
.
При температуре ≈1200 °C в соединении происходит фазовый переход.
Соединение конгруэнтно плавится при температуре >1500 °C.